# 十二秘色のパレット
『十二秘色のパレット』（じゅうにひそくのパレット）は、白泉社発行の『LaLa DX』に連載されていた草川為の漫画作品。単行本は花とゆめコミックスから全6巻。

## あらすじ
鳥から得た色彩を操り、石を貴石に、布を錦に染める秘色（ひそく）と呼ばれる技を駆使する職業・パレット。オパルの民が憧れるパレットを目指し、養成学校に通うセロ。しかし、実際には授業中も失敗を繰り返し、進級試験でも実技の単位が足らず、留年してしまう。毎日のように校医・グエル先生の世話になりながらも、ペアの鳥・ヨーヨーと共にパレットを目指すファンタジー。

## 登場人物
セロ
パレット養成学校1年生。17歳。留年中。緑のショートカットのスレンダーな少女。
実技は苦手だったが、ペアの鳥が誘拐されかける事件をきっかけに、色を遠くから引き寄せたり秘色を使って文字を書くなど、他の生徒にない遠隔操作の力に目覚める。ペアの鳥の名はヨーヨー。
実技失敗時には自分の身体を染めてしまうため、毎回、校医のグエル先生に色を戻してもらっている。高い所が苦手。
グエル・レキセル
北方の国出身。24歳。趣味は昼寝。11歳のとき、家族4人を列車事故で一度に亡くし、親戚の計らいでオパルに来た。パレット養成学校では、人間相手の秘色にも長けるため校医をしているが、殆どセロしか医務室に来ず、暇を持て余している。ペアの鳥の名はオルガ。
家族を失ったときに負った心の傷が、セロと接するうちに癒されていき、次第にセロに心を開き始める。
モスリン
パレット養成学校2年生。17歳。セロの親友である。黒髪にウェーブがかかった髪型。実は彼氏がいる。ペアの鳥の名はケチョンパ。
フェンネ
セロと同じ1年生。16歳。秀才と言われていたが、ペアの鳥を病気で亡くしスランプに陥った。だが、新しいペアの鳥を見つけ立ち直る。出会った当初はセロを「留年」と呼んでいたが、ある出来事で見直し「セロ」と呼ぶようになった。ペアの鳥の名はクロタン。
ゴスティ
グエルの養成学校時代の二年先輩で、姉御肌の女性。26歳。花の交配を研究しながら海外を回るチームの一員。ペアの鳥の名はマネ。
メイジ
グエルの養成学校時代の一年先輩で、ゴスティの弟。25歳。花の交配を研究しながら海外を回るチームの一員。ペアの鳥の名はナナバ。
ジャン
大好きな祖母を亡くしたショックで秘色が出来なくなってしまい、無人島に引き篭ってしまった美青年パレット。セロ達に励まされ、再びパレットとして頑張ることを決意する。極度の人見知りで、怪物顔のお面を着用している。
ミリオ・ヴィリオ・トリリオ
ガテン系本屋の主人の小さな娘達。三つ子。頭に結んだおだんごの数で判別できる。
テオ
セロの父親。大工。37歳。妻のクラベスや義母のフィーコには頭が上がらない。セロとグエルが言うには、テオは「ア」で始まって「ホ」で終わる性格らしい。
クラベス
セロの母親。設計士。40歳。無表情であまり笑わない。テオ曰く「クールビューティー」。
フィーコ
セロの祖母。大工。62歳。セロの名付け親である夫・ユザンは、既に他界している。
リッツ
養成学校で学年主任を務める教師。規律に厳しい性格で、怠惰なグエルをよく叱咤している。ペアの鳥の名はガンリキ。

## 語句説明
オパル
物語の舞台となる、南海の常春の孤島。島で生まれた人々は名字を持たず、ファーストネームで呼び合う。
パレット
オパルの特殊技能者。都の宝である極彩色の鳥とペアを組み、秘色という力を使う。島の収入に大きく関わるため、パレットを育てる教育は厳しい。
秘色
パレットがペアの鳥から色を奪い、織り物や鉱石に彩色する力。

## 書誌情報
- 草川為 『十二秘色のパレット』 白泉社〈花とゆめコミックス〉、全6巻
  1. 2004年11月5日発売、ISBN 978-4-592-18815-5
  2. 2005年7月5日発売、ISBN 978-4-592-18188-0
    - 「契約パピヨン」（『LaLa』2004年5月号掲載）を併録。

  3. 2006年6月5日発売、ISBN 978-4-592-18189-7
    - 「アップル・ファミリー」（『LaLa』2004年9月号掲載）を併録。

  4. 2007年3月5日発売、ISBN 978-4-592-18190-3
    - 「特級H・K」（『LaLa』2005年1月号掲載）を併録。

  5. 2008年3月5日発売、ISBN 978-4-592-18298-6
  6. 2009年1月5日発売、ISBN 978-4-592-18299-3